# Busted (gruppo musicale)
I Busted (IPA: /ˈbʌstəd/) sono un gruppo musicale pop rock britannico, composto dal trio di musicisti James Bourne, Matt Willis e Charlie Simpson.
La band, formata nel 2000 a Southend-on-Sea, nella contea dell'Essex, pubblicò il primo singolo alla fine del 2001, sotto contratto con l'etichetta discografica Island Records. Tra il 2001 ed il 2005, anno nel quale la band si sciolse per permettere a Simpson di concentrarsi su altri progetti, pubblicarono due album: Busted (2002) e A Present for Everyone (2003).
Tra il 2013 ed il 2015, Willis e Bourne si unirono al gruppo musicale britannico McFly, formando il supergruppo McBusted, con i quali pubblicarono un album omonimo prima di sciogliersi.
Il 10 novembre 2015, Simpson tornò ad unirsi ai Busted, che pubblicarono in seguito il terzo album, Night Driver (2016), raggiungendo ottime posizioni della classifica, ed infine un quarto, Half Way There (2019).
Tra gli album e riconoscimenti relativi ai Busted figurano una compilation ed un cd+dvd live; quattro singoli in vetta alle classifiche; due Brit Awards ed il premio Record of the Year nel 2004 per il brano Thunderbirds Are Go, colonna sonora del film Thunderbirds.
In tutto il mondo, la band ha venduto oltre 5 milioni di copie. Secondo la British Phonographic Industry (BPI), i Busted hanno venduto oltre 2,4 milioni di album e 1,2 milioni di singoli nel solo Regno Unito.

## Storia del gruppo

### Fondazione, The Termites e cambio di nome (2000-2001)
Nel 2000 il musicista James Bourne conobbe il coetaneo Matt "Mattie Jay" Willis, anch'egli musicista. Poco tempo dopo, ai due si aggiunsero Owen Doyle e Ki Fitzgerald/McPhail, che dal 1999 erano membri di una boyband composta da quattro componenti e scrivevano canzoni insieme. I quattro, dopo essersi trovati affini sul piano musicale, decisero di formare una band, chiamata The Termites.
Willis e Bourne cominciarono a comporre insieme, registrando demo con la strumentazione di Bourne. 
Ad aprile del 2001, il gruppo decise di cambiare nome in Buster. Non si conosce di preciso l'origine del nome: alcuni sostennero che si trattasse del nome del cane di uno dei componenti del gruppo, mentre altri dissero che il nome era ispirato ad un borseggiatore di cui si parlava spesso nel Regno Unito in quel periodo. La prima volta che la band fu conosciuta pubblicamente fu durante uno show televisivo. Sul canale MTV, la presentatrice e Spice Girl Geri Halliwell accettò in diretta una telefonata della sorella di Fitzgerald, che parlò della band del fratello, denominandola erroneamente Busted. Questa fu la prima volta che il nome della band fu reso noto al grande pubblico, ed a causa di quell'errore non poté più essere cambiato.
Inizialmente, la band aveva scelto di prendere come esempio stilistico il gruppo musicale pop britannico BBMak, ma quando iniziarono a scrivere insieme, Willis fece ascoltare a Bourne la sua band preferita, i Blink-182, e la colonna sonora del film American Pie 2, caratterizzata da uno stile più rock, così entrambi decisero molto velocemente di cambiare direzione musicale. Ciò causò numerosi contrasti con Fitzgerald e Doyle, e ad ottobre la band si sciolse.

### L'arrivo di Simpson ed il debutto (2001-2002)
Nel 2001 i componenti rimasti dei Busted pubblicarono un annuncio per delle audizioni. Tra i candidati si presentarono Charlie Simpson e Tom Fletcher, che vennero entrambi accettati nel gruppo. Fletcher però, nonostante avesse sviluppato rapidamente un legame con gli altri membri, in particolare con Bourne, fu escluso dalla band dopo solamente due giorni.
I Busted registrarono così una demo, che fu apprezzata dal produttore discografico Simon Cowell. Cowell si rivelò particolarmente entusiasta, e propose loro di aggiungere un batterista e cambiare l'immagine del gruppo, dichiarò che avrebbe organizzato per loro uno show televisivo ed offrì loro un milione di sterline ma i tre rifiutarono, dichiarando che se avessero seguito Cowell sarebbero stati considerati una boy band, da loro considerato un termine offensivo verso la loro musica.
I Busted preferirono invece l'offerta della casa discografica Island Records, del gruppo Universal, che sostenne di apprezzare il gruppo così com'era.
Il debutto ufficiale della band fu nell'agosto del 2002 sulla copertina della rivista musicale Smash Hits, con il titolo: "Meet Busted: They're Going to Be Bigger than Rik Waller!" (che può essere tradotto in "Conosci i Busted: diventeranno più famosi di Rik Waller!"), diventando la prima band a comparire su quella rivista senza aver mai rilasciato una canzone.

### Bustede raggiungimento della fama (2002-2003)
Il primo singolo, debuttato nel settembre 2002 e salito subito al terzo posto della Official Singles Chart, fu What I Go to School For, che racconta la vicenda di uno studente innamorato della sua insegnante.
Due settimane più tardi fu pubblicato il loro primo album, Busted, registrato ai Brick Lane Studios di Londra. Le canzoni dell'album erano già state scritte al 90% prima che la band firmasse il contratto con la Universal, quindi la pubblicazione fu molto rapida.
Nel gennaio 2003 fu pubblicato il singolo Year 3000, il cui testo fu influenzato dalla passione di Bourne per il film Ritorno al Futuro, che arrivò secondo in classifica ed è attualmente il brano più famoso del gruppo. Il terzo singolo, You Said No, fu pubblicato nell'aprile del 2003 ed è il primo della band a raggiungere la posizione più alta della classifica, rendendo i Busted la prima band ad avere i primi tre singoli debuttati alle posizioni 3, 2 e 1.
Mentre Busted veniva rilanciato sul mercato con l'aggiunta di nuove canzoni, la band aveva già iniziato a registrare il secondo album, che era stato scritto nel giro di due settimane da Bourne. Per scrivere l'album, Bourne aveva richiesto espressamente la collaborazione di Tom Fletcher, dopo essere stato colpito dal potenziale di quest'ultimo nello scrivere canzoni.
Alla fine del 2002 Busted raggiunse 1,2 milioni di copie vendute. L'ultimo singolo estratto, Sleeping With The Light On, fu pubblicato nell'agosto del 2003, e raggiunse la terza posizione in classifica.

### A Present for Everyone, Fightstar e promozione americana (2003-2004)
All'inizio del 2003 la band pubblicò il primo libro autobiografico ufficiale, nel quale i membri raccontarono la loro vita prima di formare la band, le loro situazioni familiari, i loro sogni e le loro aspettative per il futuro. Nell'estate dello stesso anno, i Busted vinsero il premio "Favourite Newcomer" ai National Music Awards, e in seguito "Best Band" ai Disney Channel Kids Awards.
In seguito iniziarono a promuovere il loro secondo album, A Present for Everyone, lanciando il singolo Crashed The Wedding, che raggiunse subito la vetta delle classifiche inglesi. L'album, molto diverso dal precedente a livello musicale, fu descritto da Simpson come caratterizzato da un tipo di musicalità che poteva ricordare quella dei Good Charlotte. L'album vendette oltre un milione di copie.
Nel frattempo, Simpson si sentiva frustrato, perché sentiva di avere molta creatività che con i Busted non riusciva ad esprimere, e cominciò a scrivere canzoni per conto proprio e fantasticare sul formare un'altra band con persone differenti. Il desiderio di Simpson continuò ad esistere in segreto, fino al giorno in cui fu invitato ad una cena dalla ragazza che frequentava in quel periodo. Durante la festa, Simpson conobbe il chitarrista Alex Westaway ed il batterista Omar Abidi. Spinto dall'alcol, Simpson decise di improvvisare un'esibizione insieme a Westaway e Abidi, suonando la canzone Killing in the Name dei Rage Against the Machine, rimanendo particolarmente colpito dal talento degli altri due musicisti.
Due settimane dopo, Westaway telefonò a Simpson, dicendogli che si sarebbe trasferito a Londra, e Simpson gli offrì una stanza nella propria casa. Per sei mesi, i due scrissero canzoni insieme per divertimento, e quasi senza rendersene conto completarono il loro primo EP. Decisero così di affittare uno studio di registrazione, ed insieme ad Abidi ed un amico di Westaway, il bassista Dan Haigh, scrissero il brano Too Much Punch, e formarono la band alternative-rock Fightstar.
Per oltre due mesi, Simpson non disse nulla a nessuno dei Fightstar, poiché non pensava che fosse una cosa importante perché si riunivano solo ogni mercoledì per tre ore. Nel frattempo, continuò anche a suonare con i Busted che, alla fine del 2003, furono protagonisti del film natalizio per la tv A Christmas for Everyone.
A seguito del successo di A Present for Everyone, all'inizio del 2004 fu lanciato un tour dei Busted nelle arene, seguito dai singoli Who's David? ed Air Hostess, i quali raggiunsero ottime posizioni nelle classifiche. Del tour fu anche registrata la data di Manchester del 19 marzo, che risultò nel CD/DVD live A Ticket for Everyone. Nel febbraio dello stesso anno, la band vinse i premi Best British Breakthrough Act e Best Pop Act ai BRIT Awards.
Terminato il tour, i Busted volarono in America per promuovere un album omonimo, chiamato Busted US per distinguerlo dall'album di debutto britannico, che conteneva tracce del primo e del secondo album, e tutto il loro viaggio fu trasmesso su MTV UK grazie al documentario in sei episodi America or Busted. Il documentario aveva lo scopo di raccontare i tentativi della band di ottenere successo negli Stati Uniti, che risultarono però in fallimento. Gli episodi del documentario furono trasmessi in televisione nel novembre del 2004, ottenendo uno scarso successo.
Durante la permanenza in America, ai Busted fu chiesto di registrare una canzone per la colonna sonora del film Thunderbirds, che era pronto per essere rilasciato quell'estate. Nell'agosto del 2004 fu rilasciato il doppio singolo Thunderbirds Are Go!/ 3AM, che fu il quarto singolo dei Busted a classificarsi in prima posizione e rimase in vetta alle classifiche per ben due settimane. Il quinto singolo estratto dall'album fu She Wants To Be Me, che fu un fallimento a causa dei formati in cui venne rilasciato (download digitale, poco diffuso all'epoca, e CD formato "carta di credito" in edizione limitata, che non erano formati considerati tra le vendite valide per essere registrate in classifica). Nel novembre di quell'anno fu rilasciato l'album live A Ticket For Everyone, registrato durante il tour di marzo. Nello stesso periodo, i Busted iniziarono un nuovo tour, vincendo un record per essere la band ad avere il maggior numero di sold out consecutivi alla Wembley Arena: undici serate.
Alla fine del 2004 parteciparono al singolo di beneficenza natalizio Do They Know It's Christmas? per Band Aid 20, un progetto di raccolta fondi per combattere HIV e AIDS in Africa, la carestia in Sudan e per permettere aiuto sanitario in diversi paesi bisognosi. Fu poi pubblicato il primo DVD della band, che accompagnava il CD A Ticket For Everyone ed ha lo stesso nome. Il DVD contiene il loro concerto di Manchester, tre video musicali, fra cui quello della colonna sonora di Thunderbirds (ultimo video girato dai Busted), e molti contenuti extra come interviste, la preparazione del concerto e l'incontro con i fan.

### Scioglimento (2004-2005)
Mentre i progetti dei Busted continuavano e portavano loro sempre più fama, Simpson continuò a suonare in segreto con i Fightstar.
Intorno a giugno del 2004, i Fightstar si esibirono una prima volta al Black Bottom Club di Northampton per famiglia ed amici, ed una seconda a Londra. Fu a quel punto che l'agente di Simpson si accorse di quello che stava succedendo, e Simpson gli confessò tutto.
Quando la questione diventò pubblica, la stampa cominciò a diffondere notizie confuse, sostenendo che Simpson volesse lasciare i Busted. Simpson smentì, dichiarando di non avere nessuna intenzione di abbandonare il gruppo per l'altro. Nonostante ciò, si crearono molte tensioni all'interno dei Busted, in particolare tra Simpson e Bourne, che arrivarono a livelli critici quando i Fightstar annunciarono di avere in programma un tour del Regno Unito. Bourne rivelò in seguito di non essersi mai sentito il benvenuto ai concerti dei Fightstar, perché Simpson non gli parlò mai apertamente del suo progetto e non lo invitò mai, ma aggiunse di aver capito il suo desiderio di fare musica che gli piaceva.
La stampa continuava a ripetere che Simpson non sarebbe stato in grado di mantenere due band allo stesso tempo, perché nessuno l'aveva mai fatto prima di allora, ma Simpson ignorò i commenti, dicendo di sentirsi felice della musica che stava producendo e di poter essere se stesso. Disse: "It wasn’t me trying to be anything I wasn’t, I was just being myself, and the music that I was playing and writing was totally genuine. It wasn’t me trying to be in a rock band, that’s what I was doing and what I’d always done from a very young age" ("Non stavo provando ad essere nulla che non ero, ero semplicemente me stesso, e la musica che suonavo e scrivevo era genuina. Non stavo provando ad essere in una rock band, questo è quello che facevo ed avevo sempre fatto fin da quando ero molto piccolo"). In quello stesso periodo, Simpson arrivò all'apice della depressione, cominciando a fare insistente uso di alcol e droghe.
Il 24 dicembre 2004, Simpson telefonò al manager della band, dicendo di voler lasciare i Busted per potersi concentrare esclusivamente come frontman dei Fightstar. Giustificò la decisione per "differenze musicali" apparentemente incompatibili, ed in seguito dichiarò di non essersi mai pentito di ciò. Disse anche che il motivo principale era la direzione che la casa discografica stava dando all'immagine dei Busted, che a lui non piaceva. Secondo alcune dichiarazioni, Willis fu avvertito immediatamente da parte del manager dell'abbandono di Simpson. Per quanto riguardava Bourne, tutti sapevano che per lui sarebbe stato un duro colpo.
Durante le riprese del documentario dedicato ai McBusted, Bourne rivelò alla presentatrice Fearne Cotton i dettagli di come gli fu comunicata la fine dei Busted. Durante le vacanze di Natale, si trovava in montagna, facendo snowboard, e suo padre lo prese da parte, dicendogli che non ci sarebbero stati altri album e che i Busted erano arrivati alla fine della carriera. Secondo Bourne, tutti sapevano ciò che stava succedendo tranne lui.
Lo shock fu forte per Bourne, che non sapeva che il concerto dei Busted a Wembley sarebbe stato l'ultimo. Come Willis, non aveva mai voluto la fine della band, ma nessuno dei due rimase a commiserarsi. Nonostante tutto, non incolparono Simpson per la sua scelta e non crearono mai discussioni con lui al riguardo.
Il 13 gennaio 2005 fu annunciata una conferenza stampa che si sarebbe tenuta il giorno dopo per discutere di questo tema. Il 14 gennaio 2005, al Soho Hotel di Londra, i Busted annunciarono pubblicamente la loro separazione, dichiarando che erano sempre stati d'accordo sul fatto che se uno qualunque di loro avesse deciso di lasciare la band, allora l'intera band si sarebbe sciolta.
Dopo aver lasciato i Busted, Simpson si riferì spesso al tempo passato con la band come "una tortura", ripetendo ogni volta che non sarebbe mai tornato insieme al resto del gruppo. La decisione di Simpson fu chiarita ulteriormente nel 2009, quando rilasciò un'intervista alla rivista musicale Kerrang!, spiegando che i Busted erano stati un'esperienza divertente e che era sempre andato d'accordo con gli altri membri, ma che la musica che producevano non lo soddisfaceva. Inoltre, era infastidito perché voleva essere preso sul serio dal pubblico, e voleva che le persone capissero che erano davvero loro a scrivere la loro musica, cosa che con i Busted non accadeva.

### McBusted eLong Road Home(2013-2015)
Il 3 maggio 2013, durante un concerto della band britannica McFly a Manchester, Bourne fu invitato a vedere il concerto, e vista la gratitudine dei McFly nei suoi confronti, in particolare il leader Tom Fletcher, fu chiesto a Bourne di salire sul palco e di esibirsi come supporto, cantando alcuni brani dei Busted in versione acustica. La reazione del pubblico all'esibizione di Bourne fu molto positiva, e quando lo spettacolo terminò, tra Bourne ed i componenti dei McFly cominciò a nascere l'idea di una collaborazione.
Come prima cosa, fu contattato Matt Willis, che appoggiò l'idea di unire McFly e Busted in un unico gruppo. Willis e Bourne, però, per quasi dieci anni non avevano più rivolto la parola a Simpson, che rimase sorpreso quando i due gli telefonarono e gli chiesero di poter andare a trovarlo a casa sua in quei giorni del 2013. A Simpson venne fatta la proposta di unirsi alla collaborazione e di riunire i Busted, ma lui rifiutò, dicendo di volersi concentrare sulla propria carriera solista. Nonostante ciò, quel giorno i tre parlarono, e trovarono molte affinità sul piano musicale. In particolare, Simpson disse che rimase colpito quando, dopo aver messo della musica in sottofondo alla conversazione, si rese conto che Boune lodava ogni canzone da lui scelta. L'incontro fu positivo, al punto che a partire da quel giorno si incontrarono spesso per scrivere brani insieme. Dopo quell'incontro, Simpson cominciò a riflettere sul fatto che, sebbene al momento della separazione dei Busted si trovava ai poli opposti rispetto agli altri membri per quanto riguardava le idee musicali, ora si sentiva più vicino alle loro ideologie. Questo pensiero, dichiarò, lo colpì lentamente per due anni, prima di raggiungere l'obiettivo.
Tra il 19 ed il 22 settembre 2013, all'incirca nel periodo durante il quale Simpson partecipò al Vans Warped Tour negli Stati Uniti, i McFly decisero di celebrare il decimo anno di attività con una serie di concerti alla prestigiosa Royal Albert Hall di Londra. Fu durante questi concerti che, seguendo il successo dell'esibizione di Bourne, quest'ultimo e Willis fecero una breve apparizione a sorpresa, presentandosi come Busted, mentre Simpson aveva declinato l'invito a partecipare. Durante questa breve esibizione, i due, insieme ai quattro membri dei McFly, si presentarono per la prima volta al pubblico con il nome McBusted, e suonarono tre pezzi: Year 3000, Air Hostess, ed il singolo dei McFly Shine a Light, con le parti di Simpson cantante dal componente dei McFly Danny Jones. A seguito di queste esibizioni, che riscontrarono un grosso successo tra il pubblico, il 7 novembre 2013 fu annunciato che pochi giorni dopo ci sarebbe stata una conferenza stampa per parlare di progetti che riguardavano una possibile unione di Busted e McFly insieme.
Il 10 novembre 2013, Willis e Bourne, insieme ai quattro componenti dei McFly (Tom Fletcher, Danny Jones, Dougie Poynter ed Harry Judd) cambiarono le loro immagini di profilo su Twitter con altre che consistevano in un collage delle loro facce, facendo intendere che ci sarebbero stati progetti futuri che li coinvolgevano. Il giorno seguente, fu annunciato che le due band sarebbero state in tour nelle arene per 11 date nel 2014, con il nome di McBusted.
Dal gruppo rimase escluso Simpson, che tramite il suo profilo Twitter dichiarò che non avrebbe preso parte a questi progetti. Continuò, invece, con la sua carriera solista, scrivendo anche la colonna sonora del film Everyone Is Going To Die del 2013. In seguito alla sua dichiarazione di non voler partecipare, Simpson ricevette un pagamento da parte di Willis e Bourne, vendendo il suo terzo di proprietà sul nome dei Busted e permettendo quindi ai due di usarlo. Fu dichiarato al Daily Mirror che la decisione di Simpson era stata presa in condizioni pacifiche con gli altri membri, dopo una discussione tra i tre che aveva portato ad una soluzione che soddisfaceva tutti.
Il 14 novembre 2013, furono messi in vendita i biglietti per il primo tour dei McBusted, che furono esauriti in pochi minuti. La richiesta fu tale che furono subito aggiunte altre sei date, ed altre furono aggiunte in seguito. Infine, il tour risultò essersi ampliato fino a raggiungere ben 34 date, tra aprile e giugno del 2014. Il 15 novembre i McBusted fecero la loro prima apparizione televisiva a Children in Need 2013, suonando quattro canzoni. Il 24 novembre fu rilasciata una versione del singolo dei McFly Love is on the Radio, cantata da Bourne e Willis. Il 9 dicembre 2013, i McBusted annunciarono che sarebbero stati la band principale al British Summer Time Festival di Hyde Park il 6 luglio successivo. Lo show comprendeva altre star di fama internazionale, tra cui i Backstreet Boys, che duettarono con Bourne sulle note del brano I Want It That Way.
Il 16 giugno 2014, i McBusted fecero il loro debutto internazionale, sostituendo i 5 Seconds of Summer come numero di apertura durante alcune tappe del Where We Are Tour dei One Direction.
Il 4 agosto 2014, Simpson pubblicò il suo secondo album solista, Long Road Home, a cui seguì un tour di 13 date nel 2015, periodo durante il quale ribadì più volte di non avere interesse a riprendere l'attività insieme ai Busted.
Il 10 settembre 2014 fu annunciato Tourplay, un film del concerto dei McBusted, proiettato al cinema il 28 ottobre. Il 1 aprile 2015, Judd rivelò che i McBusted stavano lavorando ad un album, scritto nel corso di una settimana passata nella casa di Bourne sulle rive del mare della Cornovaglia. L'8 ottobre seguente, fu rilasciato il primo singolo, Air Guitar.
Il primo (ed attualmente unico) album omonimo, McBusted, fu pubblicato il 1 dicembre 2014 e ottenne la certificazione disco d'oro. Nel frattempo fu annunciato un secondo tour per il 2015, McBusted's Most Excellent Adventure Tour (abbreviato in M.E.A.T. Tour), che si tenne tra il 12 marzo ed il 22 aprile 2015. Nello stesso anno, i McBusted tornarono ad aprire i concerti dei One Direction in Europa ed Australia durante l'On the Road Again Tour.
Al termine dei tour, Fletcher dichiarò che i progetti dei McBusted erano giunti al termine, e che la band si sarebbe sciolta prima del 2016 per consentire ai McFly di proseguire con la loro attività musicale. Anche Willis dichiarò che i McBusted erano stati un'esperienza divertente, ma che non si trattava della sua band, sostenendo che sarebbe stato perfetto se si fossero fermati dopo il primo tour.

### Ricongiungimento, Pigs Can Fly Tour eNight Driver(2015-2016)
Fin dal 2013, Simpson cominciò a riavvicinarsi a Willis e Bourne, dichiarando che riuscivano di nuovo ad essere in sintonia riguardo alla musica che ascoltavano, e che la cosa gli faceva piacere perché quando erano più piccoli erano molto uniti. Nonostante ciò, i rappresentanti di Simpson continuarono a dichiarare che non c'erano intenzioni di riunire i Busted, poiché Simpson era molto concentrato sul proprio lavoro da solista e con i Fightstar. Invece, i rappresentanti dei Busted si rifiutarono di rilasciare dichiarazioni.
Come emerse in seguito ad alcune interviste, dopo essersi incontrati numerose volte ed essersi contattati molto spesso, Simpson e Bourne si incontrarono ad aprile del 2015. Bourne si presentò da Simpson, facendogli ascoltare alcune canzoni che aveva scritto, che Simpson apprezzò particolarmente. A luglio dello stesso anno, Simpson, Bourne e Willis volarono in segreto in America, a Philadelphia, per recarsi in studio di registrazione e capire se ci potesse essere un futuro per i Busted. I tre musicisti decisero anche di approfittare del viaggio in America per consolidare la loro amicizia. A seguito di quel viaggio, una volta confermata la decisione di riunire i Busted, Bourne si trasferì nuovamente in Inghilterra per concentrarsi sulla band.
Agli inizi di ottobre del 2015, cominciarono a diffondersi tra i media voci che sostenevano che Simpson sarebbe presto tornato a fare parte dei Busted. Ad alimentare queste voci, fu il leader dei McFly Tom Fletcher, che il 5 ottobre 2015 pubblicò sul suo profilo Instagram una fotografia con la dicitura "Is it a bird? Is it a plane? No, it's Charlie freakin Simpson!...or so rumour has it." ("È un uccello? È un aereo? No, è Charlie Simpson! ...o almeno così mi hanno detto.").
Nello stesso periodo, il giornale The Sun rivelò su Twitter che una fonte anonima (che in seguito si rivelò essere Tom Fletcher) aveva dichiarato: "Busted are re-forming by the end of the year and Charlie is part of the band again. It's amazing because Matt and James have always said there's more chance of pigs flying than Charlie coming back to Busted" (I Busted si riuniranno entro la fine dell'anno, e Charlie è di nuovo parte della band. È fantastico, perché Matt e James hanno sempre detto che ci sono più probabilità che i maiali volino piuttosto che Charlie torni nei Busted). Fu anche aggiunto che i Busted stavano progettando da mesi il loro ritorno ed un tour. Tra le motivazioni, alcuni sostennero che il ritorno di Simpson avesse a che fare con il successo finanziario ottenuto da Bourne e Willis grazie ai McBusted.
Poco dopo fu diffusa su internet una fotografia che raffigurava tre sagome, che ricordavano quelle di Bourne, Willis e Simpson, nella quale si leggeva che il 10 novembre ci sarebbe stata una conferenza stampa. Nei giorni che separarono la diffusione della fotografia e la conferenza stampa, ci furono diverse teorie da parte dei fans, che cercarono di capire chi fosse il terzo membro dei Busted, escludendo la possibilità che potesse trattarsi di Simpson, che si era sempre dimostrato lontano dall'idea.
Il 10 novembre 2015, i tre membri annunciarono di avere appianato le divergenze e che Simpson aveva ufficialmente ripreso il suo posto nella band, dopo aver segretamente scritto quattro nuove canzoni per il terzo album insieme a Bourne e Willis. Durante la stessa conferenza fu anche annunciato un tour nel Regno Unito previsto per il maggio del 2016, e fu confermato lo scioglimento dei McBusted. Simpson, inoltre, smentì di essere tornato nei Busted per i soldi, sostenendo che se quelle fossero state le sue intenzioni, si sarebbe unito ai McBusted fin dal principio.
Dopo la conferenza stampa, Bourne dichiarò che non ci furono mai discussioni tra Simpson e gli altri membri della band riguardo il suo ritorno, perché Simpson spiegò sempre le motivazioni che l'avevano spinto a prendere le sue scelte, e sia Bourne che Willis le capirono: "Conosco i motivi per cui l'ha fatto, e li ho capiti. Lui lo sa e non abbiamo mai litigato per questo". Riguardo alla decisione di tornare nel gruppo, Simpson dichiarò di essere sempre stato sincero quando diceva di non voler tornare nei Busted, ma che a causa del cambiamento di alcune circostanze aveva cambiato idea. Fu in questo periodo, e grazie ad alcuni tweet di Tom Fletcher, che si diffusero voci mai confermate sul fatto che i McBusted fossero stati in realtà solamente un modo per riportare Bourne e Willis al vecchio splendore e convincere Simpson a tornare nei Busted.
Il 18 dicembre 2015 i Busted rilasciarono a sorpresa un video live, registrato agli Abbey Road Studios di Londra, che vede una nuova versione della loro canzone Meet You There. In seguito fu dichiarato che la band aveva iniziato a registrare il terzo album a Los Angeles all'inizio del 2016, e a marzo Bourne dichiarò che la band si stava riunendo per decidere il giorno d'uscita dell'album, previsto per l'autunno. Il 4 aprile 2016 fu ufficialmente annunciato che il tour avrebbe preso il nome di Pigs Can Fly tour. Il nome del tour deriva da una frase ripetuta spesso da Bourne: "There are more chances of pigs flying than Charlie coming back" (tradotto "Ci sono più probabilità che i maiali volino che Charlie ritorni -nei Busted-"). Il 25 aprile 2016 fu annunciato che a suonare la batteria durante il tour sarebbe stato il batterista sudafricano Cobus Potgieter. Il 3 maggio 2016 i Busted rilasciarono Coming Home, il loro primo singolo dopo 12 anni, disponibile in download digitale gratuito sul loro sito ufficiale.
Il Pigs Can Fly tour comprendeva inizialmente tredici date, ma a causa della vendita di ben 10 000 biglietti in solamente un'ora, si decise di aggiungere altre date. Durante il tour la band ha suonato 15 dei maggiori successi, il nuovo singolo Coming Home e due canzoni, chiamate Easy e One Of A Kind (quest'ultima originariamente era una canzone registrata da Bourne per il suo EP solista). Nello stesso periodo fu rivelato che la band aveva firmato un contratto discografico con l'etichetta East West Records. Il tour si concluse all'inizio di giugno 2016, e fu seguito da altre cinque date nel Regno Unito, due a luglio e tre a settembre, che si conclusero con un'esibizione al Fusion Festival il 4 settembre 2016. Il 14 luglio fu annunciato che il terzo album era stato completato. L'album era stato scritto e registrato nel giro di tre settimane, con l'aiuto del produttore John Fields.
Il 18 agosto 2016 fu annunciato dalla BBC un musical basato sulla storia dei Busted, intitolato What I Go To School For, e scritto da Bourne e dall'amico Elliot Davis. Il musical fu poi messo in scena al Theatre Royal Brighton quello stesso mese.
Il 9 settembre 2016 i Busted rivelarono che il nome del loro terzo album sarebbe stato Night Driver. I singoli estratti, oltre a Coming Home pubblicato a maggio, furono On What You're On il 30 settembre 2016 ed Easy il 18 ottobre 2016. Il 20 ottobre 2016 fu annunciato che a causa di problemi nella produzione, l'album sarebbe stato pubblicato il 25 novembre 2016, e non più l'11 novembre come annunciato inizialmente. Sempre il 20 ottobre fu pubblicato il videoclip di Easy.
Il 23 ottobre 2016, i Busted si esibirono insieme in televisione per la prima volta dopo dodici anni ad X Factor UK, dove cantarono il loro più grande successo, Year 3000. Il 18 novembre 2016, durante una live su Facebook, i Busted annunciarono di avere in programma un tour europeo e con tappa in Giappone previsto per il 2017, il primo in assoluto per la band. Le date europee sono poi state annunciate il 14 dicembre 2016.
A novembre 2016 furono pubblicati altri due video musicali per anticipare l'uscita di Night Driver: One Of A Kind il 12 novembre e Those Days Are Gone il 23 novembre. Night Driver fu poi pubblicato il 25 novembre 2016, un misto di pop e R&B. Il secondo singolo annunciato fu Thinking Of You, nel febbraio 2017.
Tra il 2015 ed il 2017, prima Simpson e poi Willis celebrarono la nascita dei loro figli, Arlo Simpson, nato nel 2015, Jago Simpson, nato nel 2017, e Trixie Grace Willis, nata nel 2016.

### Night Driver Tour eHalf Way There(2017-2022)
All'inizio del 2017, i Busted intrapresero un tour europeo per promuovere Night Driver, denominato Night Driver Tour. Per la prima volta, la band si esibì anche in Italia, al TunnelClub di Milano, il 18 marzo 2017, con il cantante e musicista Luca Chikovani in apertura.
Al termine del tour, nel giugno 2017, i Busted si recarono a Los Angeles, per esibirsi al Troubadour per la prima volta dopo la reunion. Nel frattempo, cominciarono a scrivere canzoni per il quarto album.
Nel mese di aprile 2018, fu confermato in via ufficiale che l'album sarebbe stato pubblicato nel 2019, con un ritorno al genere musicale tipico dei Busted prima del 2005, quindi molto più pop e rock e con meno uso del sintetizzatore. Un mese dopo fu annunciato che Cobus Potgieter, batterista sudafricano che aveva accompagnato i Busted durante il Pigs Can Fly Tour del 2016, era stato scelto come batterista ufficiale per la registrazione del quarto album.
Nel luglio 2018 James Bourne annunciò via Twitter che alcune canzoni erano pronte, e che dopo averle fatte ascoltare alla sua famiglia le reazioni erano state positive. Aggiunse anche che un singolo non avrebbe tardato molto ad arrivare.
Il 26 ottobre 2018 fu annunciato che il quarto album sarebbe stato chiamato Half Way There (in riferimento al testo della canzone "Year 3000", che lascia intendere che nell'anno 3000 i Busted avranno rilasciato sette album, pertanto il quarto album sarebbe quello centrale, ovvero "a metà del percorso") e che sarebbe stato pubblicato nel febbraio 2019. Tra i brani annunciati, sono presenti “Nineties”, “Race To Mars” e "What Happened to Your Band". Quest'ultimo è un brano scritto da James Bourne in seguito allo scioglimento dei Busted nel 2005, ispirato da una donna che viveva nel suo stesso quartiere che gli chiedeva spesso che fine avesse fatto la sua band, ovvero i Busted. "What Happened to Your Band" fu interpretata per ben tre volte da band in cui Bourne era presente: fu infatti interpretata prima dai Son of Dork, poi dai McBusted, che la inserirono nell'album omonimo della band, ed infine dai Busted per Half Way There.
Nella prima settimana di novembre 2018 fu rilasciato il primo singolo tratto dal quarto album, "Nineties", pubblicato insieme ad un video musicale. Il 14 dicembre fu rilasciata invece "Reunion", ed il giorno seguente "All My Friends", quest'ultima in esclusiva per coloro che avevano ordinato l'album nello store online della band. Il brano successivo fu "Radio", il cui video musicale fu pubblicato il 9 gennaio 2019.
Il 1º febbraio 2019 fu pubblicato Half Way There, con un totale di 10 brani, dopo essersi assicurato un posto nella top 5 degli album in pre-order in Gran Bretagna. Nella prima settimana di febbraio l'album fu pubblicizzato e ridotto al prezzo speciale di sole 5 sterline su Amazon per due giorni, mentre sul sito ufficiale della band viene fatto uno sconto sul prezzo dello stesso album autografato, con la speranza di debuttare al primo posto della classifica britannica degli album più venduti l'8 febbraio. Sfortunatamente per la band, Half Way There si piazzò solamente secondo in classifica, preceduto da Encore di The Specials per solamente 1060 copie. In caso di vittoria, l'album sarebbe stato il primo dei Busted a debuttare in prima posizione in classifica.
A maggio, i Busted si esibirono allo Slam Dunk Festival con lo pseudonimo "Y3K" (in riferimento alla canzone "Year 3000", con un concerto segreto. L'8 giugno, i Busted si esibirono sul palco in una performance della loro canzone "Year 3000" insieme ai Jonas Brothers.
Il 31 dicembre 2019, Bourne annunciò tramite il suo profilo Twitter che i Busted non avrebbero prodotto nuova musica nel corso del 2020, per permettergli di concentrarsi sulla sua carriera solista. Nonostante ciò, la band dichiara che l'organizzazione della band dopo il ricongiungimento prevede che ognuno dei componenti possa prendersi del tempo per perseguire altri progetti, e poi tornare una volta conclusi e riprendere a fare musica insieme.

### Greatest Hits 2.0(2023-presente)
A marzo 2023 la band annuncia un tour per i vent'anni della band.
Il 15 settembre 2023 esce Greatest Hits 2.0, una raccolta contenente rivisitazioni di proprie canzoni del passato riarrangiate insieme ad altri artisti.
Il 1º dicembre esce il singolo One of These Days.

## Formazione

### Componenti principali
- James Elliot Bourne – voce, chitarra ritmica, pianoforte, sintetizzatore, keytar (2000–2005, 2013–in attività)
- Matthew James Willis – voce, basso, sintetizzatore (2000–2005, 2013–in attività)
- Charles Robert Simpson – voce, chitarra solista, batteria, armonica (2001–2005, 2015–in attività)

### Ex componenti
- Tom Fletcher – voce, chitarra (2002)
- Owen Doyle – voce, basso (2000–2002)
- Ki Fitzgerald – voce, chitarra (2000–2002)

### Componenti aggiuntivi attualmente in tour
- Nick Tsang – chitarra (2016–in attività)
- Eddy Thrower – batteria (2019–in attività)
- David Temple – sassofono (2017–in attività)

### Ex componenti tour
- Damon Wilson – batteria (2003–2004)
- Chris Banks – tastiera (2003–2004)
- Chris Leonard – chitarra (2003–2004)
- Cobus Potgieter – batteria (2016)
- Max Mazzone - batteria (2016)
- Ross Harris – batteria (2016–2018)

## Discografia

### Album in studio
- 2002 – Busted
- 2003 – A Present for Everyone
- 2016 – Night Driver
- 2019 – Half Way There

### Album dal vivo
- 2004 – A Ticket for Everyone: Busted Live

### Raccolte
- 2004 – Busted
- 2023 – Greatest Hits 2.0

### EP
- 2003 – Red Room Sessions

## Tour

### Busted
- Busted: Tour (2002)
- Busted: A Ticket for Everyone (2004)
- Busted: A Ticket for Everyone Else (2004)
- Busted: Pigs Can Fly Tour (2016)
- Busted: Night Driver Tour (2017)
- Busted: Half Way There Tour (2019)

### McBusted

#### Principali
- McBusted: Busted & McFly (2014)
- McBusted's Most Excellent Adventure Tour (2015)

#### Supporto
- One Direction - Where We Are Tour (2014)
- One Direction - On the Road Again Tour (2015)

## Influenze
I Busted sono stati citati come ispirazione da The Vamps, 5 Seconds of Summer e, in particolare Charlie Simpson, da Alessio Bernabei.